# Master of ceremonies
De master of ceremonies of master of ceremony (MC) is in de hiphopmuziek, de hardcorescene en hardstyle, de housescene en bij stand-upcomedy de uitvoerende artiest of rapper die de ceremoniemeester is, dus de leiding heeft over de muzikale gang van zaken. MC's zorgen voor de vocale aankondigingen van nummers en staan vaak op het podium tijdens grote feesten waar zij de sfeer proberen te bevorderen en dj's aankondigen. De artiesten gebruiken de afkorting 'MC' vaak als voorvoegsel in hun artiestennaam. Bij stand-upcomedy is de MC degene die de artiesten aankondigt en verbindende teksten tussen de verschillende acts verzorgt.

## Artiesten
Enkele artiesten van wie de artiestennaam met 'MC' begint:
- MC Brainpower
- MC Eiht
- MC Hammer
- MC Lynx
- MC Maxim
- MC Miker G
- MC Ren
- MC Solaar